# Erico XII Magnusson
Erik Magnusson (1339-1359). Conocido también como Erico XII de Suecia. Duque de Escania, correy de Suecia de 1356 a 1359. Hijo del rey Magnus Eriksson de Suecia y Noruega y Blanca de Namur. Fue rival de su padre, con el que llegó a gobernar de manera conjunta. Se casó con Beatriz de Baviera, hija de Luis IV de Baviera.
En 1343, Erico y su hermano Haakon fueron formalmente designados herederos a las coronas de Suecia y de Noruega, respectivamente. En 1355, Haakon fue elevado a rey de Noruega, mientras que en Suecia Erico no contaba con la seguridad de llegar a ser rey, puesto que los monarcas tenían que ser elegidos, y no como en Noruega, donde la monarquía era hereditaria. Probablemente por ese motivo Erico se rebeló contra su padre en 1356.
Erico contaba con el apoyo de varios nobles suecos, resentidos por las políticas impopulares de Magnus II. Los nobles designaron a Erico como rey de Suecia, pero Magnus no dejó la corona, por lo que hubo en el país dos reyes rivales. Erico logró en poco tiempo doblegar al gobierno de su padre, que tuvo que cederle en 1357 grandes partes del país, entre ellas el sur de Suecia y Finlandia.
Ese mismo año (1357), se rompió nuevamente la paz entre padre e hijo. Ante la fortaleza de su hijo, Magnus tuvo que solicitar ayuda al rey de Dinamarca. Sin embargo, pronto ocurrió la reconciliación, donde Magnus y Erico acordaron compartir el poder.
Erico duraría muy poco como correy de Suecia. En 1359 murió repentinamente. Poco después falleció su esposa Beatriz de Baviera. Se cree que murieron por peste, aunque algunas versiones apuntan a que Blanca de Namur, madre de Erico, fue la causante de su muerte. 
| Predecesor: Magnus II Eriksson | Rey de Suecia 1356 - 1359 | Sucesor: Magnus II Eriksson |

- Datos: Q350330
- Multimedia: Eric (XII) of Sweden (Erik Magnusson) / Q350330